# Рапира (фехтовка)
 Тази статия е за спортното оръжие.  За класическото оръжие вижте Рапира.  
Рапирата е едно от трите оръжия при фехтовката, наред с шпагата и сабята. Смята се за най-подходящото оръжие за начинаещи фехтовачи. Рапирата е с тегло 500 грама и дължина 110 см. Използва се само за мушкащи удари. Поражаемото пространство при нея е само торсът на противника, но не и главата, ръцете и краката му. Екипировката на рапиристите се състои освен от фехтовален костюм и от допълнитено ламе. Рапирното ламе е изработено от специална материя, която отразява действителните попадения в поражаемото пространство на състезателя. И двамата състезатели са облечени еднотипно, а боят се ръководи от съдия, който преценява действията на състезателите и обявява резултата в срещата. Относителната лекота на рапирата позволява на фехтовачите да използват много атакуващи и защитни действия, както и различни видове комбинации между тях. За владеенето на това оръжие не е необходима голяма сила, поради което изискванията за прилагането на атакуващите и защитните действия се постигат с лекота. Фехтовката с рапира се извършва във всички дистанции, като свободно се прилагат различни видове мушкания – с пренос, с превод, право мушкане, мушкания по различни сектори от поражаемото пространство на противника. Фехтовката на рапира е много разнообразна в технико-тактическо отношение, а лекотата на рапирата прави практикуването и от деца много достъпно.
Когато двамата противници едновременно си отбележат туш, съдията на мача прилага серия от правила („конвенция“), които произтичат от логиката на схватката, според които точката се присъжда на онзи, който атакува първи.